# Alfonso Bedoya
Alfonso Bedoya (* 16. April 1904 in Mexiko; † 15. Dezember 1957 in Mexiko-Stadt) war ein mexikanischer Filmschauspieler.

## Leben
Alfonso Bedoya wuchs in seiner Kindheit in unstetigen, nomadenhaften Verhältnissen auf, war jeweils kurzzeitig an zahlreichen Orten zuhause, unter anderem in Mexiko-Stadt. Als Jugendlicher wurde er von seiner Familie zur Ausbildung in einer Konfessionsschule nach Houston, Texas, geschickt. Er mochte sich jedoch den Verhältnissen nicht anpassen, riss aus und schlug sich mit Gelegenheitsarbeiten mehr schlecht als recht durch. Auf Druck der Familie wurde er schließlich von seinem Bruder zurück nach Mexiko geholt. Dort gelangte er zur aufstrebenden mexikanischen Filmindustrie. Nachdem er 1935 in dem Film Tudo un hombre debütierte, war Bedoya in den 1930er und 1940er Jahren in zahlreichen mexikanischen Filmen zu sehen. Er erlangte einiges Ansehen als Charakterdarsteller, bevorzugt in Abenteuerfilmen. Für seinen Beitrag zu dem 1945 veröffentlichten Film Canaima (auch El Dios del mal) wurde er 1946 für den bedeutendsten mexikanischen Filmpreis, den silbernen Ariel nominiert.
In dem 1947 veröffentlichten Film Mexikanische Romanze, nach der Novelle Die Perlevon John Steinbeck, spielte Bedoya einen Mafia-Paten. Im selben Jahr engagierte ihn der Hollywood-Regisseur John Huston für den Abenteuerfilm Der Schatz der Sierra Madre. Neben Hollywood-Größen wie Humphrey Bogart und Walter Huston spielte Bedoya dort den mexikanischen Banditenanführer Goldhut (Gold Hat). Diese Filmfigur wurde neben dem überdimensionalen Sombrero und ihrem breiten Grinsen vor allem durch einen Dialog mit der von Bogart gemimten Hauptfigur Dobbs filmhistorisch unsterblich. Die von Bedoya alias Goldhut getätigte Aussage (mit zunehmender Verärgerung): „Badges? We ain’t got no badges! We don’t need no badges! I don’t have to show you any stinking badges!“ (auf Deutsch etwa: „Dienstmarken? Wir haben keine Dienstmarken bekommen! Wir brauchen keine Dienstmarken! Ich muss ihnen überhaupt keine stinkige Dienstmarke zeigen!“)
Die Stinking-Badges-Aussage wurde vor allem in Nordamerika zum geflügelten Wort. Das American Film Institute zählte sie im Jahr 2005 zu den „100 besten Filmzitaten“, stufte sie dort auf Platz 36 ein.
Nach Sierra Madre war Bedoya sowohl in US-amerikanischen wie auch in mexikanischen Filmen zu sehen. Seine letzte Rolle hatte er in dem Monumentalwestern Weites Land des Regisseurs William Wyler als mexikanischer Rancharbeiter Ramón Gutierrez. Beim Erscheinen des 1958 veröffentlichten Films war Alfonso Bedoya allerdings schon seinen erheblichen Alkoholproblemen erlegen und 53-jährig verstorben.

## Filmografie (Auswahl)
- 1935: Todo un hombre
- 1941: El gendarme desconocido
- 1943: Doña Bárbara
- 1943: Flor silvestre
- 1947: Mexikanische Romanze (The Pearl/La perla)
- 1947: Gran Casino
- 1948: Der Schatz der Sierra Madre (The Treasure of the Sierra Madre)
- 1949: Tödliche Grenze (Border Incident)
- 1949: Die Todesreiter von Laredo (Streets of Laredo)
- 1950: Die schwarze Rose (The Black Rose)
- 1950: Liebe unter schwarzen Segeln (Fortunes of Captain Blood)
- 1951: Mann im Sattel (Man in the Saddle)
- 1952: Kalifornien in Flammen (California Conquest)
- 1953: Der schweigsame Fremde (The Stranger Wore a Gun)
- 1953: Sombrero
- 1954: Die Teufelspassage (Border River)
- 1954: Schwarze Piraten (The Black Pirates)
- 1955: Rächer in Schwarz (Ten Wanted Men)
- 1958: Weites Land (The Big Country)